# Viola subatlantica
Viola subatlantica är en violväxtart som först beskrevs av René Charles Maire, och fick sitt nu gällande namn av M. Ibn Tattou. Viola subatlantica ingår i släktet violer, och familjen violväxter. Inga underarter finns listade i Catalogue of Life.